# Halictus simplex
Halictus simplex är en biart som beskrevs av Blüthgen 1923. Halictus simplex ingår i släktet bandbin, och familjen vägbin. Inga underarter finns listade i Catalogue of Life.

## Bildgalleri

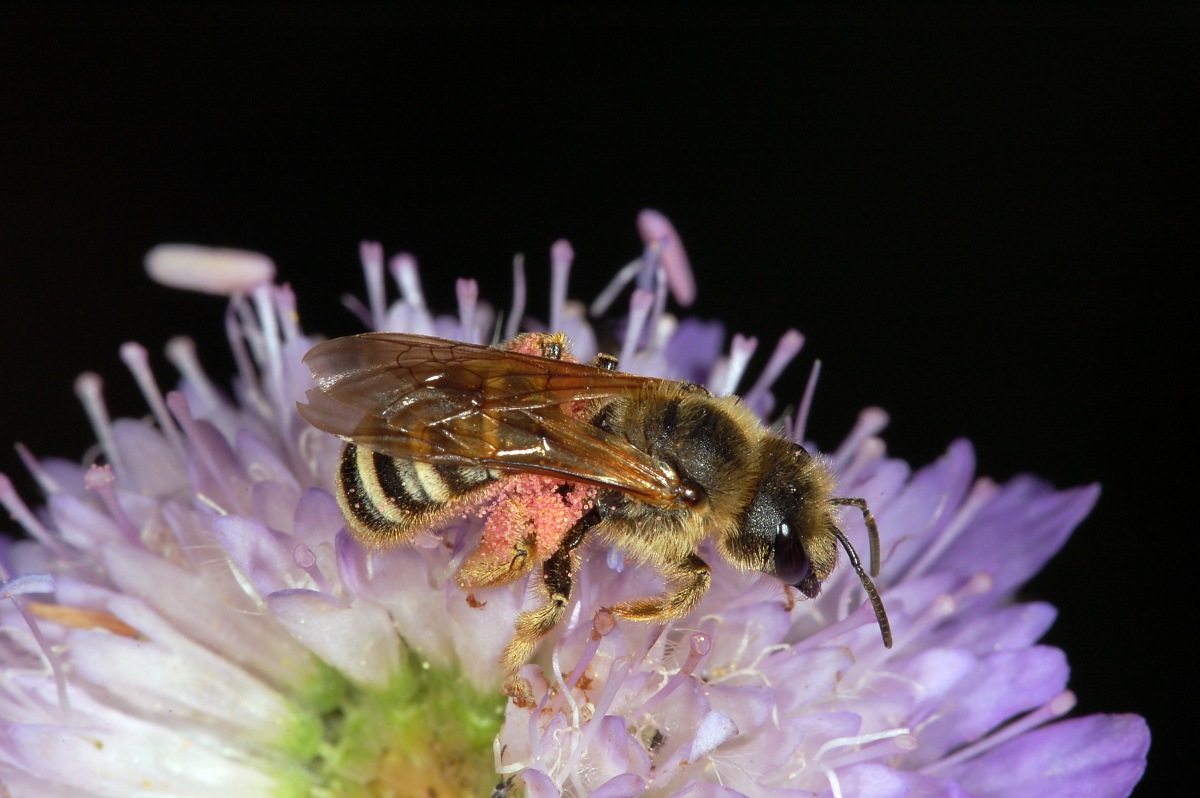